# Irsta IF
Irsta Idrottsförening (Irsta IF) är en idrottsförening från Irsta i Västerås kommun, bildad den 4 juli 1920. Föreningen har bedrivit elva olika idrotter: bandy (startad 1923, nedlagd 1966), bordtennis (1958–1960), boxning, brottning, cykelsport, fotboll, friidrott, gång, handboll, ishockey och skidåkning. 1960 började handboll spelas i föreningen och 1963 bildades en handbollssektion, men denna bröt sig ur föreningen 1965 och bildade Irsta HF. Sedan många år bedriver föreningen endast fotboll. Herrlaget spelar säsongen 2021 i Division 4 Västmanland.